# Полизооспермия
Полизооспермия (др.-греч. πολι «много» + др.-греч. σπέρμα «семя») — необычно большое количество сперматозоидов в сперме. Не следует путать с полиспермией. Противоположно олигозооспермии. Обычно определяется количество сперматозоидов в сперме с помощью спермограммы.